# 大月短期大学
大月短期大学（日语：／ Ohtsuki Tankidaigaku *），简称月短（つきたん），是一所位于日本山梨县大月市的公立短期大学。

## 概要

### 简介
- 短期大学为于1955年开办[1]、由大月市经营。男女同校[1]。

### 历史
- 1955年 大月短期大学成立并同时设置一个学科即经济科[2]。

### 宪章
- 请参看大月短期大学的标志（页面存档备份，存于） （日語） 2014年2月1日阅览。

## 学校环境
- 校区：在山梨县大月市

## 著名人和有关人员
- 堀江忠男：前短期大学校长、足球运动员

## 组织

### 学科
- 经济科

### 专科
| - 没有 |

### 业余课程
| - 没有 |

### 附属学校
| - 高等学校:大月短期大学附属高等学校 |

### 附属机关
| - 图书馆 |

## 相关链接
- 日本短期大学列表